# Jay Bromley
Jason Craig Bromley Jr. (Jamaica, 18 maggio 1992) è un giocatore di football americano statunitense che gioca nel ruolo di defensive tackle per i DC Defenders della X Football League (XFL). Fu scelto nel corso del terzo giro (74º assoluto) del Draft NFL 2014. Al college ha giocato a football all'Università di Syracuse

## Carriera professionistica

### New York Giants
Bromey fu scelto dai New York Giants nel corso del terzo giro del Draft 2014. Debuttò come professionista subentrando nella settimana 2 contro gli Arizona Cardinals e mettendo a segno un tackle. La sua stagione da rookie si concluse con cinque tackle in otto presenze, nessuna delle quali come titolare.

## Statistiche
| Partite totali      | 8   |
| Partite da titolare | 0   |
| Tackle              | 5   |
| Sack                | 0,0 |
| Intercetti          | 0   |

Statistiche aggiornate alla stagione 2014